# Eiskunstlauf-Weltmeisterschaften 2014
Die Eiskunstlauf-Weltmeisterschaften 2014 fanden vom 24. bis 30. März 2014 in der japanischen Stadt Saitama statt. Veranstaltungsort war die Saitama Super Arena im Stadtbezirk Chūō.

## Startplätze
Folgenden Ländern standen auf Grundlage der Ergebnisse des Vorjahres mehrere Startplätze für die Weltmeisterschaften 2014 zu.
| Startplätze | Herren                                                      | Damen                                       | Paare                                                                 | Eistanz                            |
| ----------- | ----------------------------------------------------------- | ------------------------------------------- | --------------------------------------------------------------------- | ---------------------------------- |
| 3           | Kanada Japan                                                | Japan Südkorea Vereinigte Staaten           | Kanada Russland                                                       | Kanada Russland Vereinigte Staaten |
| 2           | Tschechien Frankreich Kasachstan Spanien Vereinigte Staaten | Kanada Volksrepublik China Italien Russland | Volksrepublik China Frankreich Deutschland Italien Vereinigte Staaten | Frankreich Deutschland Italien     |

## Bilanz

### Medaillenspiegel
| Platz | Land        | Gold | Silber | Bronze | Gesamt |
| ----- | ----------- | ---- | ------ | ------ | ------ |
| 1     | Japan       | 2    | 1      | –      | 3      |
| 2     | Italien     | 1    | –      | 1      | 2      |
| 3     | Deutschland | 1    | –      | –      | 1      |
| 4     | Russland    | –    | 2      | –      | 2      |
| 5     | Kanada      | –    | 1      | 1      | 2      |
| 6     | Frankreich  | –    | –      | 1      | 1      |
| 6     | Spanien     | –    | –      | 1      | 1      |

### Medaillengewinner
| Konkurrenz | Gold                              | Silber                          | Bronze                             |
| ---------- | --------------------------------- | ------------------------------- | ---------------------------------- |
| Herren     | Yuzuru Hanyū                      | Tatsuki Machida                 | Javier Fernández                   |
| Damen      | Mao Asada                         | Julija Lipnizkaja               | Carolina Kostner                   |
| Paare      | Aljona Savchenko / Robin Szolkowy | Xenija Stolbowa / Fjodor Klimow | Meagan Duhamel / Eric Radford      |
| Eistanz    | Anna Cappellini / Luca Lanotte    | Kaitlyn Weaver / Andrew Poje    | Nathalie Péchalat / Fabian Bourzat |

## Ergebnisse
- K = Kür
- KP = Kurzprogramm
- KT = Kurztanz
- Pkt. = Punkte

### Herren
| Platz              | Sportler            | Land                | Pkt.   | KP | KP    | K  | K      |
| ------------------ | ------------------- | ------------------- | ------ | -- | ----- | -- | ------ |
| 1                  | Yuzuru Hanyū        | Japan               | 282,59 | 3  | 91,24 | 1  | 191,35 |
| 2                  | Tatsuki Machida     | Japan               | 282,26 | 1  | 98,21 | 2  | 184,05 |
| 3                  | Javier Fernández    | Spanien             | 275,93 | 2  | 96,42 | 3  | 179,51 |
| 4                  | Maxim Kowtun        | Russland            | 247,37 | 7  | 84,66 | 5  | 162,71 |
| 5                  | Jeremy Abbott       | Vereinigte Staaten  | 246,35 | 8  | 79,67 | 4  | 166,68 |
| 6                  | Takahiko Kozuka     | Japan               | 238,02 | 6  | 85,54 | 6  | 152,48 |
| 7                  | Yan Han             | Volksrepublik China | 231,91 | 5  | 86,70 | 11 | 145,21 |
| 8                  | Max Aaron           | Vereinigte Staaten  | 225,66 | 9  | 78,32 | 8  | 147,34 |
| 9                  | Chafik Besseghier   | Frankreich          | 224,19 | 10 | 76,80 | 7  | 147,39 |
| 10                 | Tomáš Verner        | Tschechien          | 223,14 | 4  | 89,08 | 15 | 134,06 |
| 11                 | Kevin Reynolds      | Kanada              | 215,51 | 15 | 68,52 | 10 | 146,99 |
| 12                 | Nam Nguyen          | Kanada              | 214,06 | 16 | 66,75 | 9  | 147,31 |
| 13                 | Ivan Righini        | Italien             | 213,09 | 14 | 69,43 | 12 | 143,66 |
| 14                 | Peter Liebers       | Deutschland         | 211,92 | 11 | 74,02 | 14 | 137,90 |
| 15                 | Oleksij Bytschenko  | Israel              | 211,24 | 12 | 69,73 | 13 | 141,51 |
| 16                 | Kim Jin-seo         | Südkorea            | 202,80 | 13 | 69,56 | 16 | 133,24 |
| 17                 | Jorik Hendrickx     | Belgien             | 196,78 | 17 | 65,56 | 18 | 131,22 |
| 18                 | Elladj Baldé        | Kanada              | 195,39 | 22 | 62,84 | 17 | 132,55 |
| 19                 | Christopher Caluza  | Philippinen         | 193,23 | 18 | 64,69 | 19 | 128,54 |
| 20                 | Absal Rachimgalijew | Kasachstan          | 183,55 | 24 | 61,77 | 20 | 121,78 |
| 21                 | Zoltán Kelemen      | Rumänien            | 176,81 | 20 | 63,23 | 21 | 113,58 |
| 22                 | Maciej Cieplucha    | Polen               | 175,97 | 21 | 63,07 | 22 | 112,90 |
| 23                 | Stéphane Walker     | Schweiz             | 163,91 | 19 | 64,40 | 23 | 099,51 |
| 24                 | Michal Březina      | Tschechien          | 062,25 | 23 | 62,25 | Z  |        |
| Kür nicht erreicht |                     |                     |        |    |       |    |        |
| 25                 | Jakiw Hodoroscha    | Ukraine             |        | 25 | 61,53 |    |        |
| 26                 | Viktor Romanenkov   | Estland             |        | 26 | 61,14 |    |        |
| 27                 | Misha Ge            | Usbekistan          |        | 27 | 60,34 |    |        |
| 28                 | Ronald Lam          | Hongkong            |        | 28 | 60,07 |    |        |
| 29                 | Kim Lucine          | Monaco              |        | 29 | 58,19 |    |        |
| 30                 | Viktor Pfeifer      | Österreich          |        | 30 | 57,17 |    |        |
| 31                 | Justus Strid        | Dänemark            |        | 31 | 55,62 |    |        |
| 32                 | Alexander Majorov   | Schweden            |        | 32 | 55,61 |    |        |

Z = Zurückgezogen

### Damen
| Platz              | Sportlerin         | Land                   | Pkt.   | KP | KP    | K  | K      |
| ------------------ | ------------------ | ---------------------- | ------ | -- | ----- | -- | ------ |
| 1                  | Mao Asada          | Japan                  | 216,69 | 1  | 78,66 | 1  | 138,03 |
| 2                  | Julija Lipnizkaja  | Russland               | 207,50 | 3  | 74,54 | 2  | 132,96 |
| 3                  | Carolina Kostner   | Italien                | 203,83 | 2  | 77,24 | 6  | 126,59 |
| 4                  | Anna Pogorilaja    | Russland               | 197,50 | 6  | 66,26 | 3  | 131,24 |
| 5                  | Gracie Gold        | Vereinigte Staaten     | 194,58 | 5  | 70,31 | 7  | 124,27 |
| 6                  | Akiko Suzuki       | Japan                  | 193,72 | 4  | 71,02 | 8  | 122,70 |
| 7                  | Ashley Wagner      | Vereinigte Staaten     | 193,16 | 7  | 63,64 | 4  | 129,52 |
| 8                  | Polina Edmunds     | Vereinigte Staaten     | 187,50 | 12 | 60,59 | 5  | 126,91 |
| 9                  | Park So-youn       | Südkorea               | 176,61 | 13 | 57,22 | 9  | 119,39 |
| 10                 | Kanako Murakami    | Japan                  | 172,44 | 10 | 60,86 | 10 | 111,58 |
| 11                 | Kaetlyn Osmond     | Kanada                 | 170,64 | 8  | 62,92 | 13 | 107,72 |
| 12                 | Nathalie Weinzierl | Deutschland            | 167,72 | 11 | 60,82 | 15 | 106,90 |
| 13                 | Gabrielle Daleman  | Kanada                 | 164,78 | 14 | 55,72 | 11 | 109,06 |
| 14                 | Joshi Helgesson    | Schweden               | 162,91 | 15 | 54,96 | 12 | 107,95 |
| 15                 | Maé-Bérénice Méité | Frankreich             | 158,72 | 9  | 61,62 | 16 | 097,10 |
| 16                 | Valentina Marchei  | Italien                | 157,64 | 22 | 50,27 | 14 | 107,37 |
| 17                 | Li Zijun           | Volksrepublik China    | 150,34 | 16 | 54,37 | 17 | 095,97 |
| 18                 | Eliška Březinová   | Tschechien             | 145,15 | 24 | 49,34 | 18 | 095,81 |
| 19                 | Brooklee Han       | Australien             | 144,28 | 18 | 53,20 | 19 | 091,08 |
| 20                 | Anna Ovcharova     | Schweiz                | 143,22 | 17 | 54,19 | 20 | 089,03 |
| 21                 | Natalia Popova     | Ukraine                | 135,05 | 21 | 50,32 | 21 | 084,73 |
| 22                 | Anne Line Gjersem  | Norwegen               | 130,03 | 23 | 49,48 | 22 | 080,55 |
| 23                 | Kim Haejin         | Südkorea               | 129,82 | 19 | 51,83 | 23 | 077,99 |
| 24                 | Jenna McCorkell    | Vereinigtes Königreich | 050,56 | 20 | 50,56 | Z  |        |
| Kür nicht erreicht |                    |                        |        |    |       |    |        |
| 25                 | Nicole Rajičová    | Slowakei               |        | 25 | 49,24 |    |        |
| 26                 | Jelena Glebova     | Estland                |        | 26 | 48,09 |    |        |
| 27                 | Inga Janulevičiūtė | Litauen                |        | 27 | 47,20 |    |        |
| 28                 | Kaat Van Daele     | Belgien                |        | 28 | 46,05 |    |        |
| 29                 | Juulia Turkkila    | Finnland               |        | 29 | 45,57 |    |        |
| 30                 | Anita Madsen       | Dänemark               |        | 30 | 44,15 |    |        |
| 31                 | Kerstin Frank      | Österreich             |        | 31 | 44,11 |    |        |
| 32                 | Sonia Lafuente     | Spanien                |        | 32 | 43,94 |    |        |
| 33                 | Netta Schreiber    | Israel                 |        | 33 | 43,39 |    |        |

Z = Zurückgezogen

### Paare
| Platz              | Sportler                                | Land                   | Pkt.   | KP | KP    | K  | K      |
| ------------------ | --------------------------------------- | ---------------------- | ------ | -- | ----- | -- | ------ |
| 1                  | Aljona Savchenko / Robin Szolkowy       | Deutschland            | 224,88 | 1  | 79,02 | 1  | 145,86 |
| 2                  | Xenija Stolbowa / Fjodor Klimow         | Russland               | 215,92 | 3  | 76,15 | 2  | 139,77 |
| 3                  | Meagan Duhamel / Eric Radford           | Kanada                 | 210,84 | 2  | 77,01 | 4  | 133,83 |
| 4                  | Kirsten Moore-Towers / Dylan Moscovitch | Kanada                 | 205,52 | 6  | 69,31 | 3  | 136,21 |
| 5                  | Peng Cheng / Zhang Hao                  | Volksrepublik China    | 194,83 | 5  | 71,68 | 5  | 123,15 |
| 6                  | Sui Wenjing / Han Cong                  | Volksrepublik China    | 192,10 | 4  | 72,24 | 9  | 119,86 |
| 7                  | Wera Basarowa / Juri Larionow           | Russland               | 189,44 | 7  | 67,41 | 6  | 122,03 |
| 8                  | Julia Antipova / Nodari Maisuradze      | Russland               | 186,22 | 8  | 66,78 | 10 | 119,44 |
| 9                  | Stefania Berton / Ondřej Hotárek        | Italien                | 184,28 | 10 | 62,73 | 7  | 121,55 |
| 10                 | Vanessa James / Morgan Ciprès           | Frankreich             | 183,90 | 9  | 64,01 | 8  | 119,89 |
| 11                 | Marissa Castelli / Simon Shnapir        | Vereinigte Staaten     | 170,90 | 11 | 60,60 | 11 | 110,30 |
| 12                 | Paige Lawrence / Rudi Swiegers          | Kanada                 | 168,88 | 12 | 59,84 | 12 | 109,04 |
| 13                 | Maylin Wende / Daniel Wende             | Deutschland            | 159,42 | 13 | 58,19 | 13 | 101,23 |
| 14                 | Felicia Zhang / Nathan Bartholomay      | Vereinigte Staaten     | 151,78 | 14 | 57,59 | 14 | 094,19 |
| 15                 | Darja Popowa / Bruno Massot             | Frankreich             | 142,00 | 15 | 52,50 | 15 | 089,50 |
| 16                 | Nicole Della Monica / Matteo Guarise    | Italien                | 139,30 | 16 | 51,38 | 16 | 087,92 |
| Kür nicht erreicht |                                         |                        |        |    |       |    |        |
| 17                 | Narumi Takahashi / Ryūichi Kihara       | Japan                  |        | 17 | 49,54 |    |        |
| 18                 | Amani Fancy / Christopher Boyadji       | Vereinigtes Königreich |        | 18 | 46,96 |    |        |
| 19                 | Natalja Zabijako / Alexandr Zaboev      | Estland                |        | 19 | 46,11 |    |        |
| 20                 | Maria Paliakova / Nikita Bochkov        | Belarus                |        | 20 | 45,29 |    |        |
| 21                 | Julia Lavrentieva / Yuri Rudyk          | Ukraine                |        | 21 | 44,20 |    |        |
| 22                 | Miriam Ziegler / Severin Kiefer         | Österreich             |        | 22 | 44,06 |    |        |
| 23                 | Elizaveta Makarova / Leri Kentschadse   | Bulgarien              |        | 23 | 42,86 |    |        |

### Eistanz
| Platz              | Sportler                                     | Land                   | Pkt.   | KT | KT    | K  | K      |
| ------------------ | -------------------------------------------- | ---------------------- | ------ | -- | ----- | -- | ------ |
| 1                  | Anna Cappellini / Luca Lanotte               | Italien                | 175,43 | 1  | 69,70 | 4  | 105,73 |
| 2                  | Kaitlyn Weaver / Andrew Poje                 | Kanada                 | 175,41 | 2  | 69,20 | 3  | 106,21 |
| 3                  | Nathalie Péchalat / Fabian Bourzat           | Frankreich             | 175,37 | 3  | 68,20 | 2  | 107,17 |
| 4                  | Jelena Iljinych / Nikita Kazalapow           | Russland               | 174,38 | 5  | 65,67 | 1  | 108,71 |
| 5                  | Madison Chock / Evan Bates                   | Vereinigte Staaten     | 167,59 | 4  | 67,71 | 5  | 099,88 |
| 6                  | Maia Shibutani / Alex Shibutani              | Vereinigte Staaten     | 158,57 | 6  | 63,55 | 6  | 095,02 |
| 7                  | Wiktorija Sinizina / Ruslan Schiganshin      | Russland               | 155,35 | 8  | 62,11 | 8  | 093,24 |
| 8                  | Piper Gilles / Paul Poirier                  | Kanada                 | 153,86 | 10 | 59,42 | 7  | 094,44 |
| 9                  | Penny Coomes / Nicholas Buckland             | Vereinigtes Königreich | 153,66 | 9  | 61,21 | 9  | 092,45 |
| 10                 | Alexandra Paul / Mitchell Islam              | Kanada                 | 148,76 | 11 | 57,68 | 10 | 091,08 |
| 11                 | Nelli Schiganschina / Alexander Gazsi        | Deutschland            | 148,37 | 7  | 62,27 | 14 | 086,10 |
| 12                 | Julija Slobina / Alexei Sitnikow             | Aserbaidschan          | 145,24 | 12 | 57,01 | 11 | 088,23 |
| 13                 | Gabriella Papadakis / Guillaume Cizeron      | Frankreich             | 141,49 | 15 | 55,11 | 13 | 086,38 |
| 14                 | Charlène Guignard / Marco Fabbri             | Italien                | 140,77 | 17 | 53,98 | 12 | 086,79 |
| 15                 | Isabella Tobias / Deividas Stagniūnas        | Litauen                | 140,72 | 13 | 55,37 | 15 | 085,35 |
| 16                 | Sara Hurtado / Adrià Díaz                    | Spanien                | 137,47 | 16 | 55,06 | 17 | 082,41 |
| 17                 | Alexandra Aldridge / Daniel Eaton            | Vereinigte Staaten     | 137,37 | 18 | 53,34 | 16 | 084,03 |
| 18                 | Cathy Reed / Chris Reed                      | Japan                  | 136,13 | 14 | 55,18 | 18 | 080,95 |
| 19                 | Irina Štork / Taavi Rand                     | Estland                | 130,38 | 20 | 53,03 | 19 | 077,35 |
| 20                 | Alisa Agafonova / Alper Uçar                 | Türkei                 | 124,02 | 19 | 53,07 | 20 | 070,95 |
| Kür nicht erreicht |                                              |                        |        |    |       |    |        |
| 21                 | Tanja Kolbe / Stefano Caruso                 | Deutschland            |        | 21 | 52,08 |    |        |
| 22                 | Justyna Plutowska / Peter Gerber             | Polen                  |        | 22 | 51,99 |    |        |
| 23                 | Federica Testa / Lukáš Csölley               | Slowakei               |        | 23 | 51,56 |    |        |
| 24                 | Danielle O’Brien / Gregory Merriman          | Australien             |        | 24 | 51,06 |    |        |
| 25                 | Ramona Elsener / Florian Roost               | Schweiz                |        | 25 | 50,64 |    |        |
| 26                 | Henna Lindholm / Ossi Kanervo                | Finnland               |        | 26 | 50,61 |    |        |
| 27                 | Gabriela Kubová / Matěj Novák                | Tschechien             |        | 27 | 50,43 |    |        |
| 28                 | Dóra Turóczi / Balázs Major                  | Ungarn                 |        | 28 | 48,49 |    |        |
| 29                 | Laurence Fournier Beaudry / Nikolaj Sørensen | Dänemark               |        | 29 | 48,46 |    |        |
| 30                 | Allison Reed / Vasili Rogov                  | Israel                 |        | 30 | 46,05 |    |        |
| 31                 | Angelina Telegina / Otar Dschaparidse        | Georgien               |        | 31 | 42,85 |    |        |
| 32                 | Viktoria Kavaliova / Yuri Bieliaiev          | Belarus                |        | 32 | 41,08 |    |        |
| Z                  | Jekaterina Bobrowa / Dmitri Solowjow         | Russland               |        |    |       |    |        |

Z = Zurückgezogen